# Santiago Fernández
Santiago Fernández (23 de setembro de 1976) é um remador argentino, medalhista pan-americano de ouro no skiff simples na edição do Rio 2007 e no skiff quádruplo em  Guadalajara 2011.